# Anillo tendinoso común

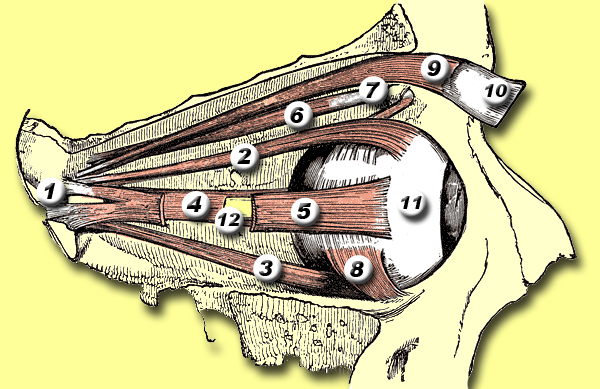
Vista lateral del ojo con su musculatura extrinseca:
1 = Anillo de Zinn
2 = Músculo recto superior
3 = Músculo recto inferior
4 = Músculo recto interno
5 = Músculo recto externo
6 = Músculo oblicuo superior del ojo
7 = Polea de reflexión del oblicuo superior
8 = Músculo oblicuo inferior del ojo
9 = Músculo elevador del párpado
10 = Párpado
11 = Globo ocular
12 = Nervio óptico

El anillo tendinoso común, también llamado anillo  de Zinn, tendón de Zinn o anulus tendineus communis,  es un tejido fibroso circular que se encuentra  situado en el vértice de la orbita y rodea al nervio óptico en este punto.
En él se insertan cinco de los seis músculos que forman la musculatura extrínseca del ojo:  Recto superior, recto inferior, recto interno, recto externo y oblicuo superior. Además se inserta en él el elevador del párpado superior.
Su epónimo deriva del anatomista y botánico alemán Johann Gottfried Zinn (1727-1759) que lo describió por primera vez. No debe confundirse con otra estructura del ojo que se llama zónula de Zinn o ligamento suspensorio del cristalino.